# NGC 6345
NGC 6345 este o galaxie situată în constelația Dragonul. A fost descoperită în 13 mai 1887 de către Lewis A. Swift.